# Reginald Aldworth Daly
Reginald Aldworth Daly, född 18 mars 1871 i Napanee, Ontario, död 19 september 1957 i Cambridge, Massachusetts, var en kanadensisk-amerikansk geolog och geofysiker.
Daly var professor i geofysik vid Massachusetts Institute of Technology (MIT) 1907-12 och i geologi vid Harvard University 1912-42. Han är bland annat känd för sin teori angående magmatiska bergarters uppkomst.
Daly tilldelades Penrosemedaljen 1935 och Wollastonmedaljen 1942. Han valdes till korresponderande ledamot av Geologiska Föreningen i Stockholm 1927 och till utländsk ledamot av svenska Vetenskapsakademien 1934.

## Eftermäle
Nedslagskratern Daly på månen, nedslagskratern Daly på planeten Mars och asteroiden 13748 Radaly är uppkallade efter honom.